# Mistrovství světa v biatlonu 2023 – závod s hromadným startem žen
Závod s hromadným startem žen na Mistrovství světa v biatlonu 2023 se konal v neděli 19. února v oberhofském biatlonovém stadionu Lotto Thüringen Arena am Rennsteig jako závěrečný závod celého šampionátu. Start závodu proběhl v 15:15 hodin středoevropského času.
Do závodu nastoupilo 30 biatlonistek – závodnice hodnoceny do 15. místa v celkovém pořadí světového poháru před začátkem mistrovství světa, všechny individuální medailistky z dosavadního šampionátu, a závodnice, které na mistrovství v jednotlivých závodech skončily kumulativně nejlépe podle součtu bodů, které by obdržely, pokud by závody byly započítány do hodnocení světového poháru, s omezením počtu maximálně čtyř závodnic na jednu národní výpravu.
Obhájcem prvenství byla Rakušanka Lisa Theresa Hauserová, která dojela osmá. Úřadující olympijskou vítězkou z této disciplíny byla Francouzka Justine Braisazová-Bouchetová, která do mistrovství nezasáhla, když v září 2022 přerušila kariéru pro těhotenství.
Vítězkou se stala Švédka Hanna Öbergová, druhé místo obsadila Norka Ingrid Landmark Tandrevoldová, bronzovou medaili získala Julia Simonová z Francie.

## Průběh závodu
V prvních dvou kolech závodu jela většina favoritek spolu ve vedoucí skupině. Po druhé střelbě se dostala do čela Anaïs Chevalierová-Bouchetová, kterou po třetí střelbě předstihla její krajanka Julia Simonová. Při příjezdu na poslední střelbu měly obě náskok přes čtvrt minuty, ale jednou chybovaly, a tak se do čela dostala Švédka Hanna Öbergová před Norkou Ingrid Landmark Tandrevoldovou. Tu Simonová sice brzy předjela, ale Norka se před ní zase v polovině posledního kola dostala. Na Öbergovou v tu chvíli ztrácela jen šest vteřin, ale tuto ztrátu už nedokázala snížit.

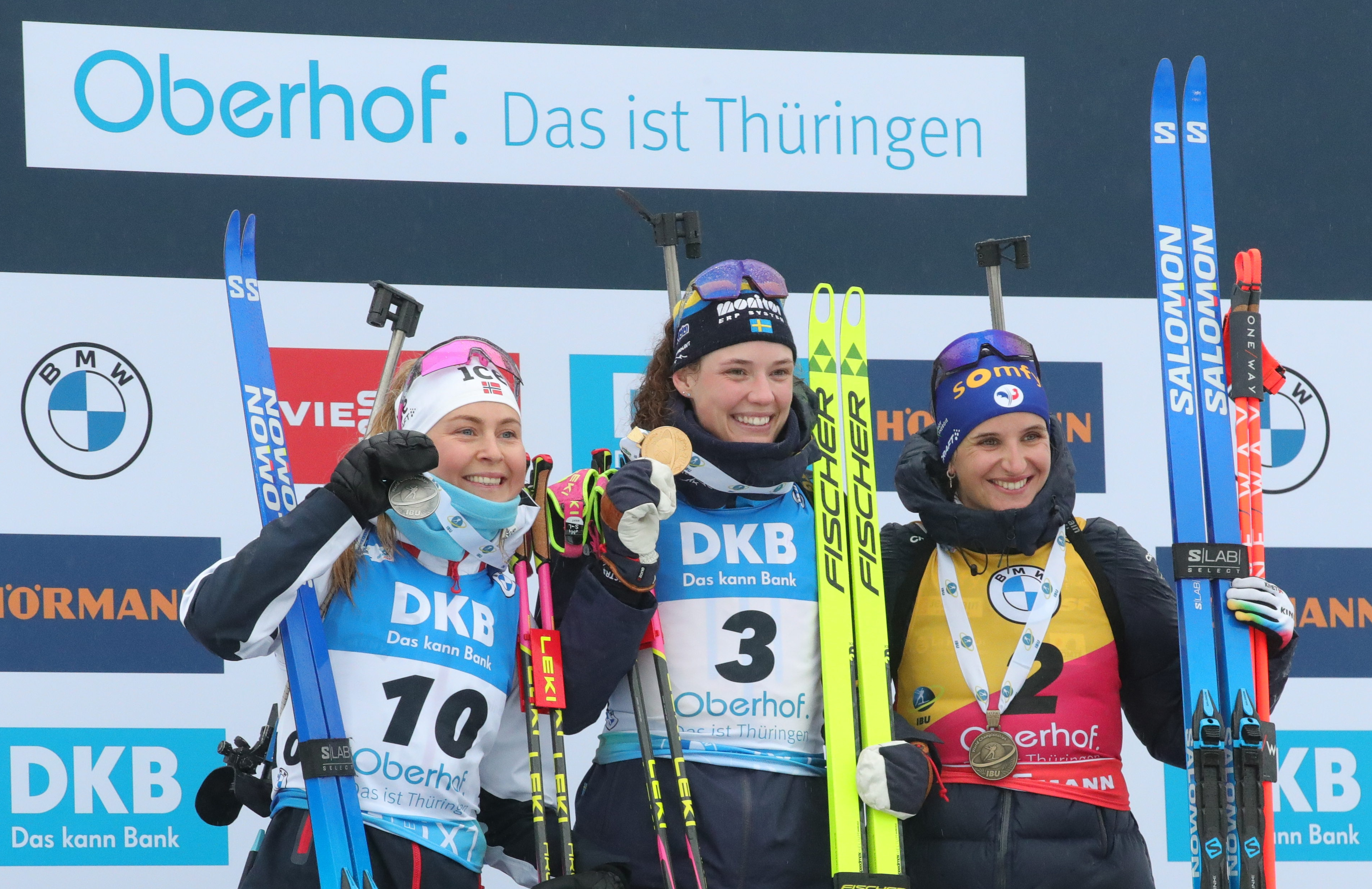
Stupně vítězů – Tandrevoldová, Öbergová a Simonová

Hanna Öbergová tak vybojovala druhou indivudální zlatou medaili z oberhofského mistrovství, čímž se stala nejúspěšnější ženskou závodnicí. Celkově získala v kariéře již třetí titul mistryně světa. V závodě s hromadným startem návazala na dvacet dva let starý triumf krajanky Magdaleny Forsbergové. Ingrid Landmark Tandrevoldová vybojovala svoji první medaili na tomto mistrovství místo štafetové závody a druhou v řadě z této disciplíny na mistrovství světa, když před dvěma lety taktéž dojela druhý. Lídryně světového poháru Simonová získala tak svoji třetí medaili z tohoto šampionátu.
Markéta Davidová udělala při druhé a třetí střelbě po jedné chybě, běžela však velmi rychle a předjela vždy několik soupeřek. Když při poslední střelbě nechybovala, posunula se na šesté místo. Brzy předjela Italku Samuelu Comolovou, ale na Chevalierovou-Bouchetovou ztrácela už přes 20 vteřin. Do cíle dojela pátá, což bylo její nejlepší umístění na tomto mistrovství. Tereza Voborníková zasáhla při prvních třech položkách všechny terče, ale běžela pomaleji. Při poslední střelbě však udělala dvě chyby a klesla na 18. místo, na kterém taky dojela do cíle.

## Výsledky
| Pořadí                                                                                             | č. | závodnice                     | stát      | střelba (L+L+S+S) | čas     | ztráta  |
| -------------------------------------------------------------------------------------------------- | -- | ----------------------------- | --------- | ----------------- | ------- | ------- |
| Zlatá medaile                                                                                      | 3  | Hanna Öbergová                | Švédsko   | 2 (1+1+0+0)       | 36:48,0 | —       |
| Stříbrná medaile                                                                                   | 10 | Ingrid Landmark Tandrevoldová | Norsko    | 1 (0+1+0+0)       | 36:52,8 | +4,8    |
| Bronzová medaile                                                                                   | 2  | Julia Simonová (yr)           | Francie   | 3 (1+1+0+1)       | 37:08,8 | +20,8   |
| 4.                                                                                                 | 11 | Anaïs Chevalierová-Bouchetová | Francie   | 1 (0+0+0+1)       | 37:22,7 | +34,7   |
| 5.                                                                                                 | 9  | Markéta Davidová              | Česko     | 2 (0+1+1+0)       | 37:39,4 | +51,4   |
| 6.                                                                                                 | 28 | Karoline Offigstad Knottenová | Norsko    | 1 (0+1+0+0)       | 37:45,7 | +57,7   |
| 7.                                                                                                 | 20 | Emma Lunderová                | Kanada    | 2 (0+1+1+0)       | 37:45,8 | +57,8   |
| 8.                                                                                                 | 4  | Linn Perssonová               | Švédsko   | 2 (0+0+1+1)       | 37:48,6 | +1:00,6 |
| 9.                                                                                                 | 8  | Lisa Theresa Hauserová (g)    | Rakousko  | 2 (0+0+1+1)       | 37:49,9 | +1:01,9 |
| 10.                                                                                                | 26 | Samuela Comolová              | Itálie    | 0 (0+0+0+0)       | 37:50,4 | +1:02,4 |
| 11.                                                                                                | 25 | Lena Häckiová-Großová         | Švýcarsko | 2 (0+1+1+0)       | 37:51,0 | +1:03,0 |
| 12.                                                                                                | 17 | Hanna Kebingerová             | Německo   | 2 (0+1+0+1)       | 37:51,2 | +1:03,2 |
| 13.                                                                                                | 23 | Chloé Chevalierová            | Francie   | 2 (0+1+0+1)       | 37:51,7 | +1:03,7 |
| 14.                                                                                                | 7  | Dorothea Wiererová            | Itálie    | 2 (0+1+1+0)       | 38:02,5 | +1:14,5 |
| 15.                                                                                                | 12 | Lou Jeanmonnotová             | Francie   | 2 (0+0+1+1)       | 38:08,0 | +1:20,0 |
| 16.                                                                                                | 15 | Paulína Bátovská Fialková     | Slovensko | 3 (0+1+1+1)       | 38:14,3 | +1:26,3 |
| 17.                                                                                                | 5  | Marte Olsbuová Røiselandová   | Norsko    | 3 (0+1+1+1)       | 38:28,7 | +1:40,7 |
| 18.                                                                                                | 18 | Tereza Voborníková            | Česko     | 2 (0+0+0+2)       | 38:31,0 | +1:43,0 |
| 19.                                                                                                | 24 | Polona Klemenčičová           | Slovinsko | 4 (0+1+2+1)       | 38:50,7 | +2:02,7 |
| 20.                                                                                                | 27 | Tuuli Tomingasová             | Estonsko  | 4 (0+0+1+3)       | 39:02,5 | +2:14,5 |
| 21.                                                                                                | 22 | Mona Brorssonová              | Švédsko   | 3 (1+0+2+0)       | 39:11,2 | +2:23,2 |
| 22.                                                                                                | 6  | Lisa Vittozziová              | Itálie    | 5 (0+1+2+2)       | 39:23,3 | +2:35,3 |
| 23.                                                                                                | 13 | Vanessa Voigtová              | Německo   | 3 (0+1+0+2)       | 39:34,8 | +2:46,8 |
| 24.                                                                                                | 1  | Denise Herrmannová-Wicková    | Německo   | 5 (1+1+3+0)       | 39:42,2 | +2:54,2 |
| 25.                                                                                                | 19 | Suvi Minkkinenová             | Finsko    | 3 (1+1+0+1)       | 40:03,3 | +3:15,3 |
| 26.                                                                                                | 14 | Anna Magnussonová             | Švédsko   | 5 (3+0+0+2)       | 40:13,3 | +3:25,3 |
| 27.                                                                                                | 16 | Sophia Schneiderová           | Německo   | 5 (1+2+1+1)       | 40:14,1 | +3:26,1 |
| 28                                                                                                 | 21 | Juni Arnekleivová             | Norsko    | 5 (1+3+0+1)       | 40:15,5 | +3:27,5 |
| 29.                                                                                                | 30 | Hannah Auchentallerová        | Itálie    | 6 (1+1+1+3)       | 41:18,5 | +4:30,5 |
| 30.                                                                                                | 29 | Aita Gasparinová              | Švýcarsko | 4 (1+1+1+1)       | 41:39,3 | +4:51,3 |
| Zdroj: (yr) – vedoucí závodnice hodnocení disciplíny a světového poháru, (g) – obhájkyně vítězství |    |                               |           |                   |         |         |

## Další fotografie

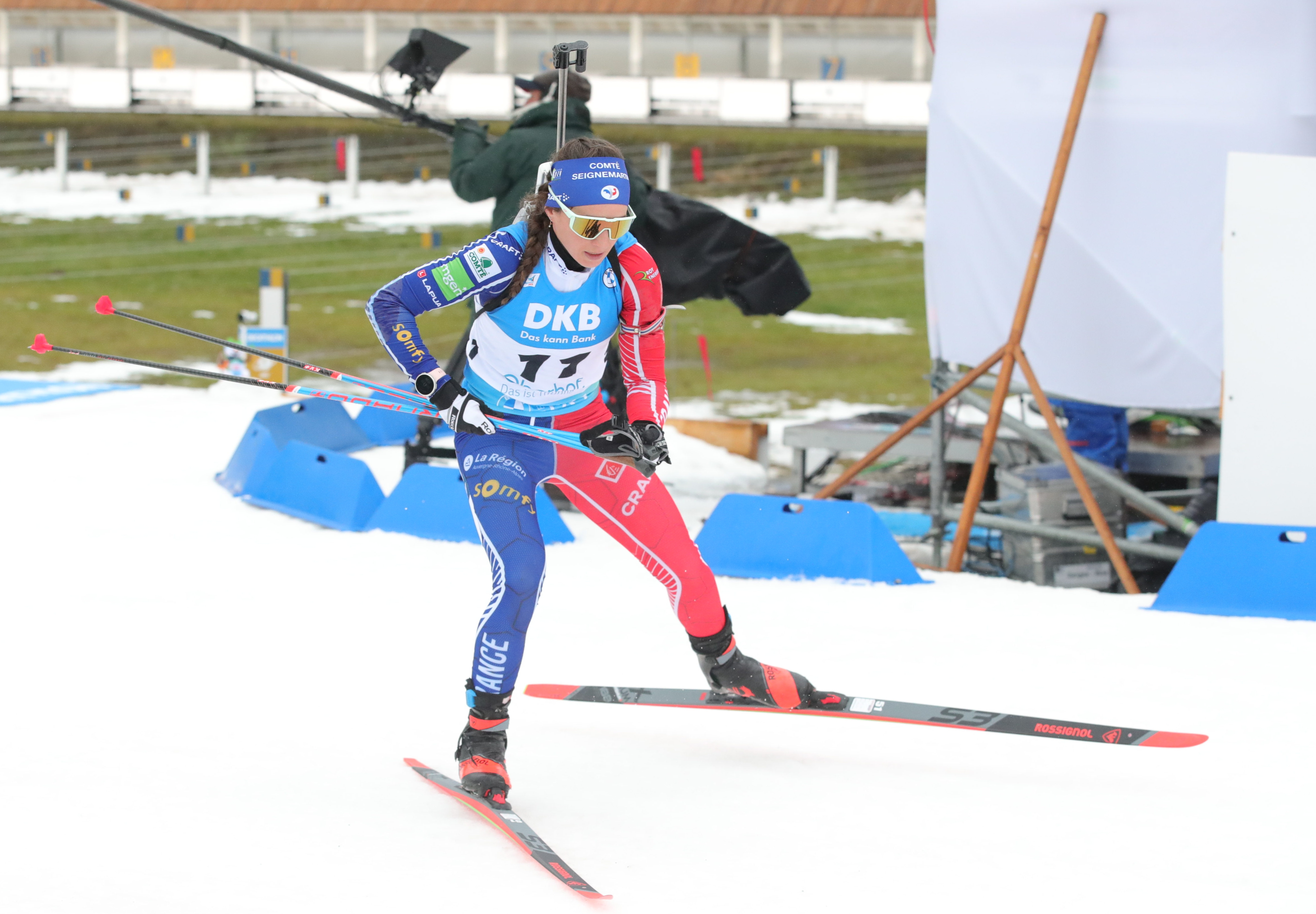
Francouzka Anaïs Chevalierová-Bouchetová po odjezdu ze střelnice
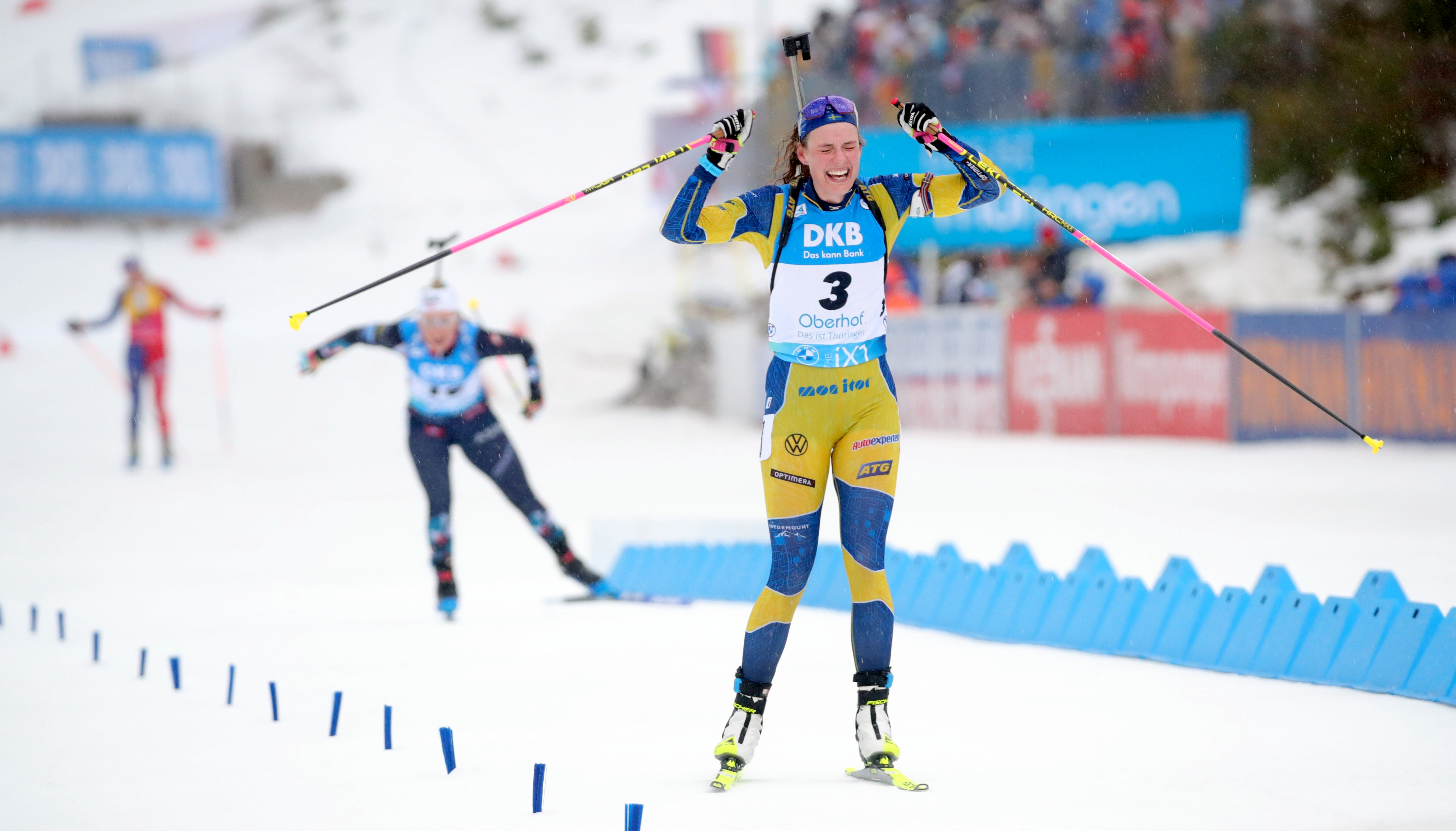
Hanna Öbergová při dojezdu do cíle
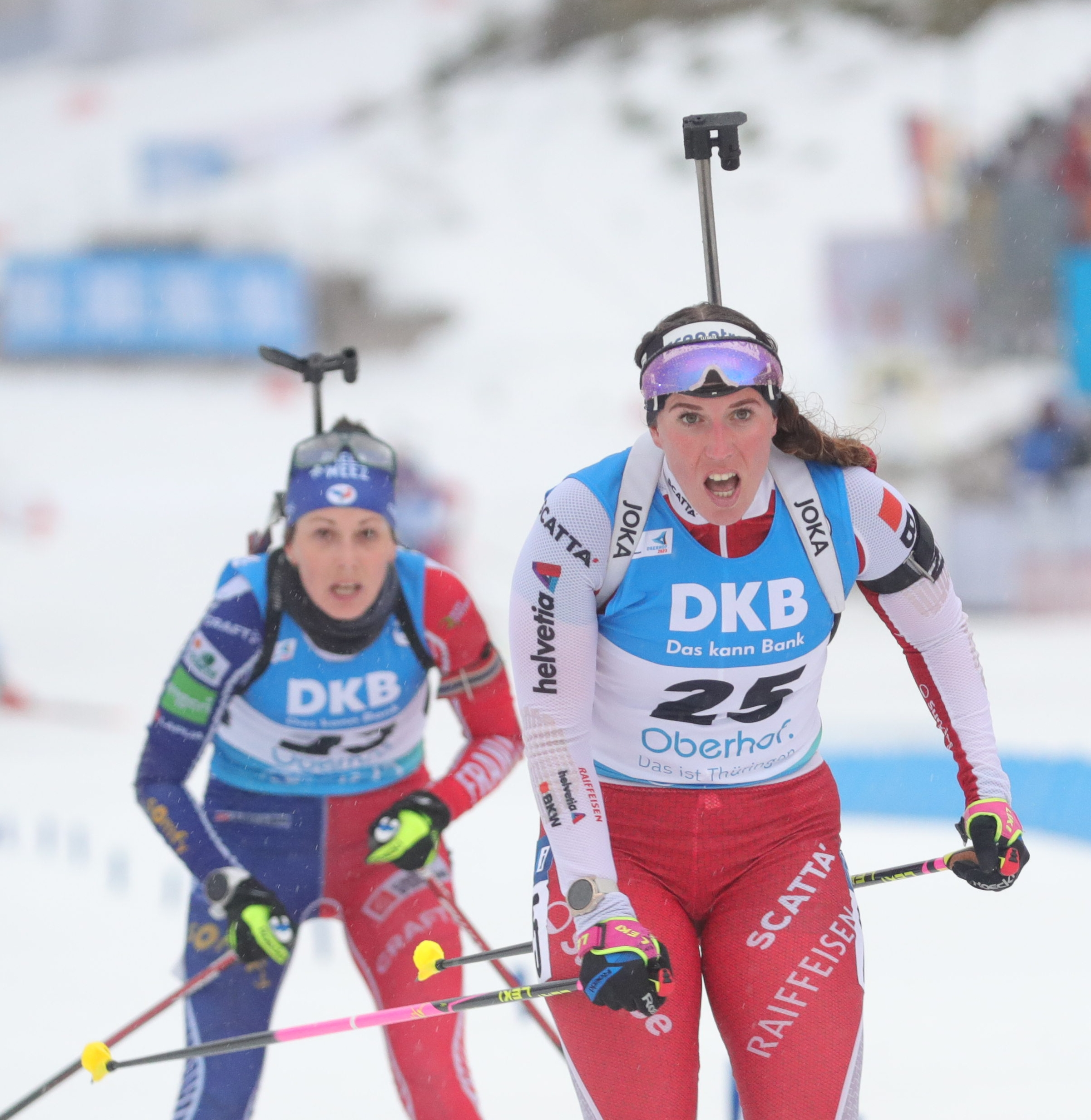
Švýcarka Lena Häckiová před Francouzkou Chloé Chevalierovou
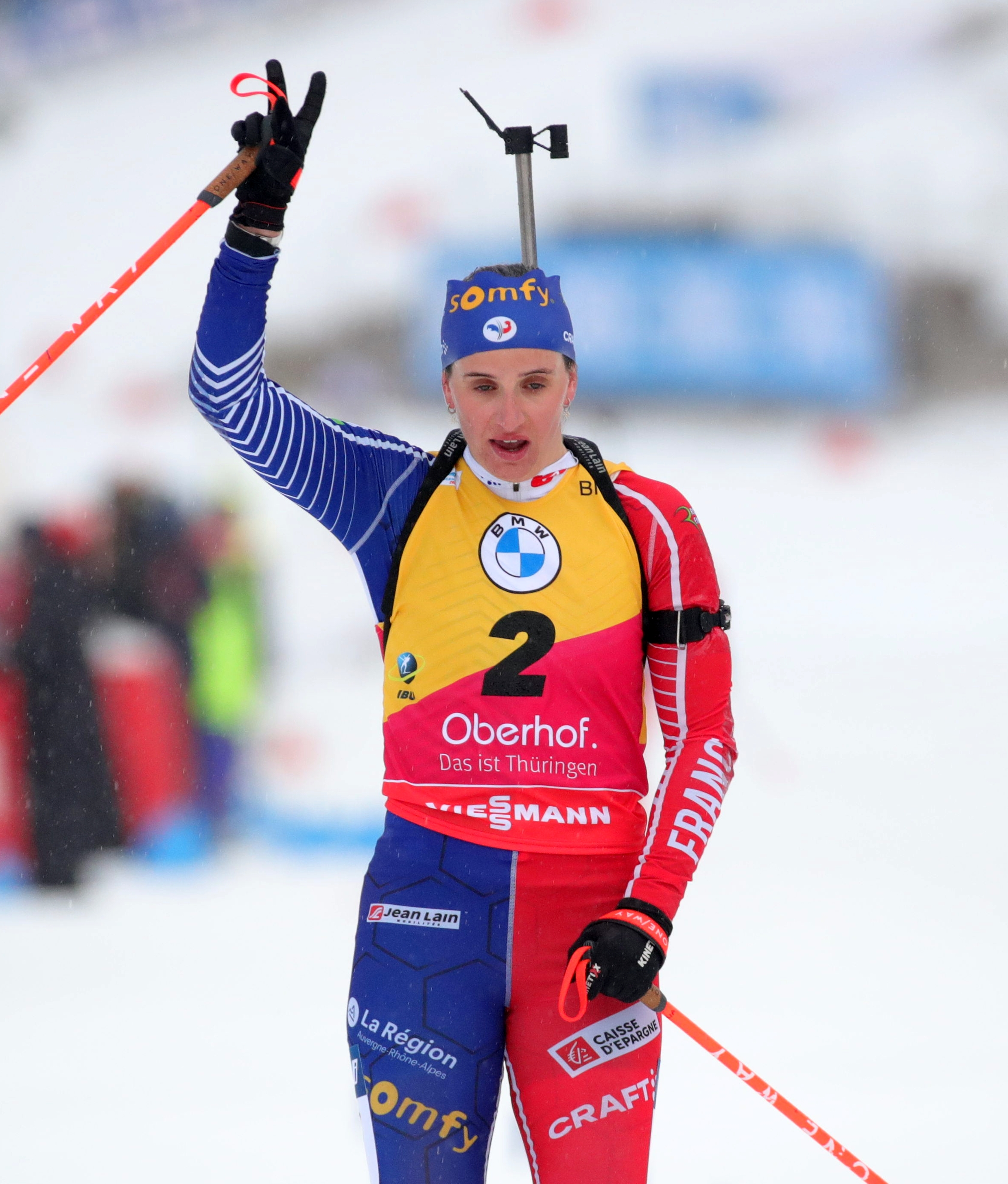
Julia Simonová